# Brittni Mason
Brittni Mason (Cleveland, 19 de abril de 1998) es una velocista paralímpica estadounidense. Nacida con parálisis de Erb-Duchenne que limita su movimiento en su hombro y brazo izquierdos, ganó medallas de oro en los 100 metros en el Campeonato Mundial de Paratletismo de 2019, en el relevo mixto de 4 × 100 metros en los Juegos Paralímpicos de Tokio 2020 y en los 200 metros en el Campeonato Mundial de Paratletismo de 2023, en la clase T47.

## Primeros años de vida
Brittni Mason nació el 19 de abril de 1998 en Cleveland, Ohio, hija de Richard y Cherree. Nació con parálisis de Erb-Duchenne, lo que le causa movimiento limitado en el hombro y el brazo izquierdos. Sus padres la pusieron en fisioterapia cuando era niña y alrededor de los diez años empezó a practicar varios deportes, incluido atletismo. Asistió a la escuela secundaria West Geauga, donde estableció los récords de 100 y 200 metros en su distrito escolar, ganó múltiples campeonatos y se graduó en 2016. Se especializa en fisiología del ejercicio en la Universidad de Míchigan Oriental.

## Carrera
Mason corrió en la Universidad de Míchigan Oriental y su entrenador fue contactado para preguntarle si a ella le gustaría competir en deporte adaptado. A pesar de su parálisis de Erb-Duchenne, no sabía que estaba calificada para participar en deportes adaptados, ya que había competido junto a corredores sin discapacidades durante toda su vida.
Mason compitió en el Campeonato Mundial de Paratletismo de 2019 en Dubái a los 21 años, ganando el oro en la competencia femenina de 100 metros T47. Mason representó a los Estados Unidos en los Juegos Paralímpicos de Tokio 2020 y ganó una medalla de oro en el relevo mixto de 4 × 100 metros y medallas de plata en los eventos de 100 metros y 200 metros T47. También compitió en los Juegos Paralímpicos de París 2024 en París, ganando medallas de plata en los 100 metros y 200 metros T47.
Mason es una miembro destacada del movimiento paradeportivo estadounidense y aparece frecuentemente en entrevistas, artículos y anuncios. Ella ha declarado que sus frecuentes apariciones en los medios son una oportunidad para atraer más atención hacia los Juegos Paralímpicos y ayudar a personas que, como ella, tal vez no sabían que podían calificar para los deportes paralímpicos. Ella ha dicho que quiere ser un modelo a seguir para las generaciones más jóvenes.